# Keith Brown (Eishockeyspieler)
Keith Jeffrey Brown (* 6. Mai 1960 in Corner Brook, Neufundland und Labrador) ist ein ehemaliger kanadischer Eishockeyspieler, der im Verlauf seiner aktiven Karriere zwischen 1976 und 1995 unter anderem 979 Spiele für die Chicago Blackhawks und Florida Panthers in der National Hockey League auf der Position des Verteidigers bestritten hat.

## Karriere
Brown verbrachte seine erste Spielzeit im Juniorenbereich zunächst in der Saison 1976/77 bei den Fort Saskatchewan Traders in der Alberta Junior Hockey League. Nachdem der Verteidiger dort nach zum Rookie des Jahres und besten Abwehrspieler der Liga ernannt worden war, zog es ihn in die Western Canada Hockey League. Dort war er die folgenden beiden Jahre für die Portland Winter Hawks aktiv und sammelte als offensivausgerichteter Defensivakteur 196 Scorerpunkte und 177 Einsätzen. Nach seinem ersten Jahr erhielt er gemeinsam mit John Ogrodnick die Stewart „Butch“ Paul Memorial Trophy als bester Liganeuling. In seinem zweiten und letzten Jahr in Portland erreichte er mit dem Team das Finale um den President’s Cup, wo es allerdings den Brandon Wheat Kings unterlag. Zudem war er mit der Bill Hunter Memorial Trophy als bester Defensivspieler der Liga ausgezeichnet worden. Daraufhin wurde Brown im NHL Entry Draft 1979 an siebter Gesamtposition von den Chicago Black Hawks aus der National Hockey League ausgewählt.
Unmittelbar nach dem Draft wechselte der Kanadier in den Profibereich und schloss sich zur Saison 1979/80 den Black Hawks an. In Chicago war Brown auf Anhieb Stammspieler, konzentrierte sein Spiel aber fortan stärker auf die Defensive. Sein von großem Einsatz geprägter Spielstil führte in der Folge dazu, dass er in den Spielzeiten 1981/82, 1987/88 und 1992/93 aufgrund von Verletzungen nur einen geringen Teil der Saisonspiele absolvieren konnte. Insgesamt verbrachte Brown 14 Spielzeiten bis zum Sommer 1993 in Diensten der Chicago Blackhawks. Dabei erreichte er mit dem Franchise im Rahmen der Stanley-Cup-Playoffs 1992 die Finalserie, die an den Titelverteidiger Pittsburgh Penguins verloren ging.
Kurz vor Beginn der Spielzeit 1993/94 transferierten die Blackhawks den Verteidiger im Tausch für Darin Kimble zu den neu gegründeten Florida Panthers. Diese waren auf der Suche nach einem erfahrenen Spieler in der Person von Brown fündig geworden. Nach weiteren zwei NHL-Spielzeiten für die Panthers beendete Brown im Sommer 1995 im Alter von 35 Jahren seine aktive Karriere.

### International
Für sein Heimatland war Brown bei der Junioren-Weltmeisterschaft 1979 in Schweden aktiv. Dabei kam er in allen fünf Turnierspielen zum Einsatz und steuerte zwei Torvorlagen zum Erreichen des fünften Platzes bei.

## Erfolge und Auszeichnungen
| - 1977 AJHL Rookie of the Year - 1977 AJHL Top Defenseman - 1978 Stewart „Butch“ Paul Memorial Trophy (gemeinsam mit John Ogrodnick) | - 1978 WCHL Second All-Star Team - 1979 Bill Hunter Memorial Trophy - 1979 WHL First All-Star Team |

## Karrierestatistik

### International
Vertrat Kanada bei:
- Junioren-Weltmeisterschaft 1979

(Legende zur Spielerstatistik: Sp oder GP = absolvierte Spiele; T oder G = erzielte Tore; V oder A = erzielte Assists; Pkt oder Pts = erzielte Scorerpunkte; SM oder PIM = erhaltene Strafminuten; +/− = Plus/Minus-Bilanz; PP = erzielte Überzahltore; SH = erzielte Unterzahltore; GW = erzielte Siegtore; 1 Play-downs/Relegation; Kursiv: Statistik nicht vollständig)